# Цимлянськ
Цимлянськ — місто (з 1961) в Ростовській області Російської Федерації.
Адміністративний центр Цимлянського району та Цимлянського міського поселення.
Найменше за населенням місто області.

## Географія
Місто розташоване на сході Ростовської області, на західному березі Цимлянського водосховища на річках Дон та Кумшак, за 20 км від Волгодонська та 236км від Ростова-на-Дону.

## Історія

### Заснування
Цимлянськ (до 1950 — станиця Цимлянська) заснований донськими козаками як козацьке містечко Усть-Цимла. Точних відомостей про дату заснування містечка немає. Вперше в історичних документах Усть-Цимла згадується в 1672, однак деякі історики вважають, що Цимлянськ набагато старше. Станиця Цимлянська була вибудувана на місці хозарської фортеці Саркел , фортечні стіни якої козаки розібрали для своїх куренів. Після розгрому Хозарії Великим князем київським Святославом Ігоровичем 965 року місто отримало слов'янську назву Біла Вежа.

### Назва
Городок було названо по розташуванню в гирлі річки Цимла. Версій походження слова «Цимла» декілька. Одні вважають його похідним від тюркських слів«чим» (тина, водорості),«чим» (дерен) або «Сим» (пам'ятник, могила). Інші вважають, що слово «Цимла» в перекладі означає «підкова», бо між станицями Кумшацькою та Цимлянською Дон здійснював вигин, що формою нагадує підкову.

### Від містечка до станиці
Часті набіги татар та весняні розливи Дона змушували перших поселенців часто переселятися. З похідного журналу Петра I видно, що в 1696 Цимлянське містечко знаходилося на правій стороні Дону. Городок розростався у велике поселення — станицю. Місцеві жителі займалися землеробством та скотарством. Чималий дохід вони отримували і від продажу солі, за якою ходили на Манич.
Цимлянський юрт входив до 1-го Донського округу Області Війська Донського.

### Торгівля
Дистанційована на сотні кілометрів від залізниць, позбавлена взимку навіть водних шляхів, тим не менш, Цимлянська була також торговою станицею. Наприкінці XIX — початку XX століть у Цимлянскій щорічно проводились ярмарки, на які з'їжджалися купці з усієї Росії.

### Судноплавний канал
На правому піднесеному березі Дону проіснувала Цимла без малого 300 років, поки не прийшов час перенести станицю Цимлянську на нове місце через будівництво Волго-Донського судноплавного каналу та Цимлянського водосховища. В 1950 році на будівництво Волго-Дона в ці місця з'їжджалися робітники, стікалися вантажі. Після закінчення великої будови судноплавного каналу та Цимлянського гідровузла багато будівельників тут і залишилися.
В 1950–1952 роках Цимла перейменована на селище Цимлянськ, а з 1961 йому було присвоєно статус міста.

## Населення
| Чисельність населення, осіб | Чисельність населення, осіб | Чисельність населення, осіб | Чисельність населення, осіб | Чисельність населення, осіб | Чисельність населення, осіб |
| 1959                        | 1970                        | 1979                        | 1989                        | 2002                        | 2010                        |
| --------------------------- | --------------------------- | --------------------------- | --------------------------- | --------------------------- | --------------------------- |
| 9919                        | 13 011                      | 15 360                      | 15 343                      | 15 444                      | 15 028                      |

## Економіка

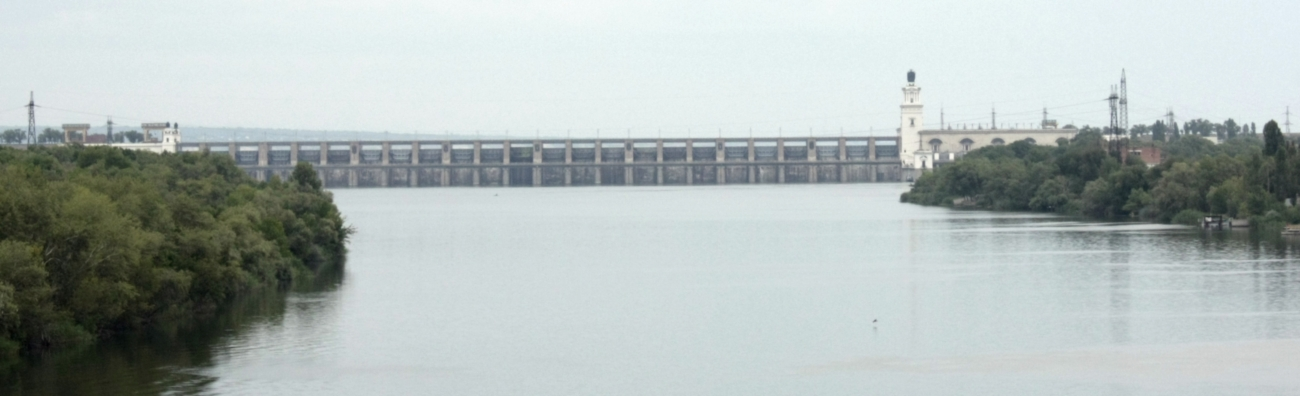
Цимлянська ГЕС

У сучасному Цимлянську працюють винний, рибопереробний, судномеханічний заводи. У Цимлянському районі — Цимлянська ГЕС, що є однією з визначних пам'яток міста.
У Цимлянському районі вирощують пшеницю, ячмінь, просо, гречку, соняшник, кормові культури, овочі, фрукти, виноград. Молочно-м'ясне скотарство, птахівництво.
Джерело мінеральної води.
Також Цимлянськ здобув популярність, як прекрасне місце відпочинку. Багато сонячних днів, виходи мінералізованих вод створюють всі необхідні умови для повноцінного відпочинку.
Крім того, Цимлянськ відомий своїми винами, особливо ігристим вином «Цимлянське», яке виробляється у ВАТ «Цимлянські вина».

### Транспорт
Залізнична станція Цимлянська на лінії «Морозовськ — Куберле». Транспортне сполучення — автомобільний, залізничний та водний транспорт.
Поблизу міста розташовано аеропорт «Волгодонськ», проте з 1990-х років регулярні пасажирські перевезення з нього не виконуються.
Внутрішньоміські та приміські перевезення здійснюються автобусами та маршрутними таксі.

## Архітектура
Місто примітне архітектурою, яка відрізняється від інших провінційних міст Ростовської області, точніше його мікрорайон, званий «містечко енергетиків». Він збудований в стилі курортів 1950-х років, сталінському ампірі. У тому ж стилі збудовані адміністративні будівлі міста і ГЕС. В 2000 році в місті завершено будівництво Свято-Нікольського храму.

## Відомі люди
- Авілов Михайло Олександрович (1907—1974) — радянський поет.
- Макаров Олександр Максимович — ракетобудівник.
- Рябишев Дмитро Іванович — радянський воєначальник.

## Фотогалерея

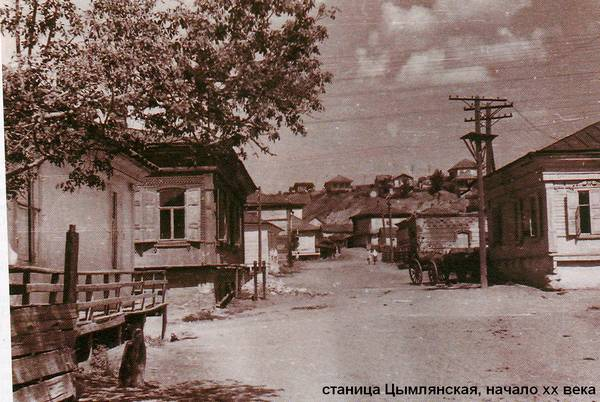
Станиця Цимлянська на початку XX століття
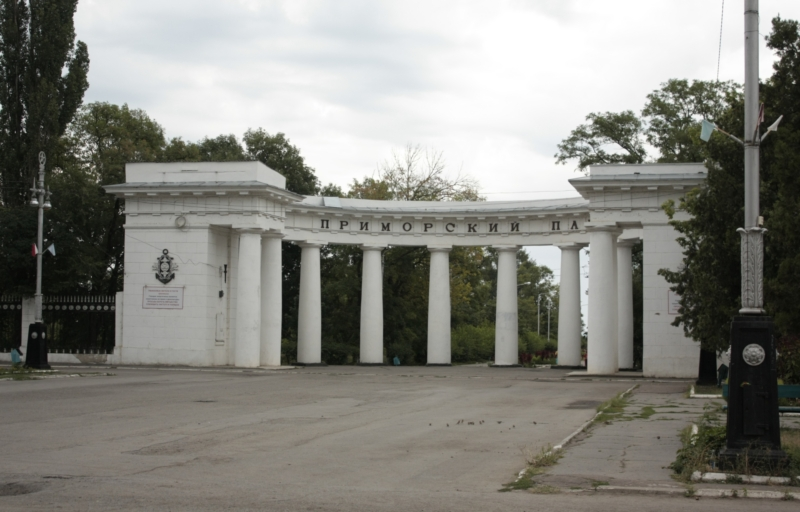
Приморський парк
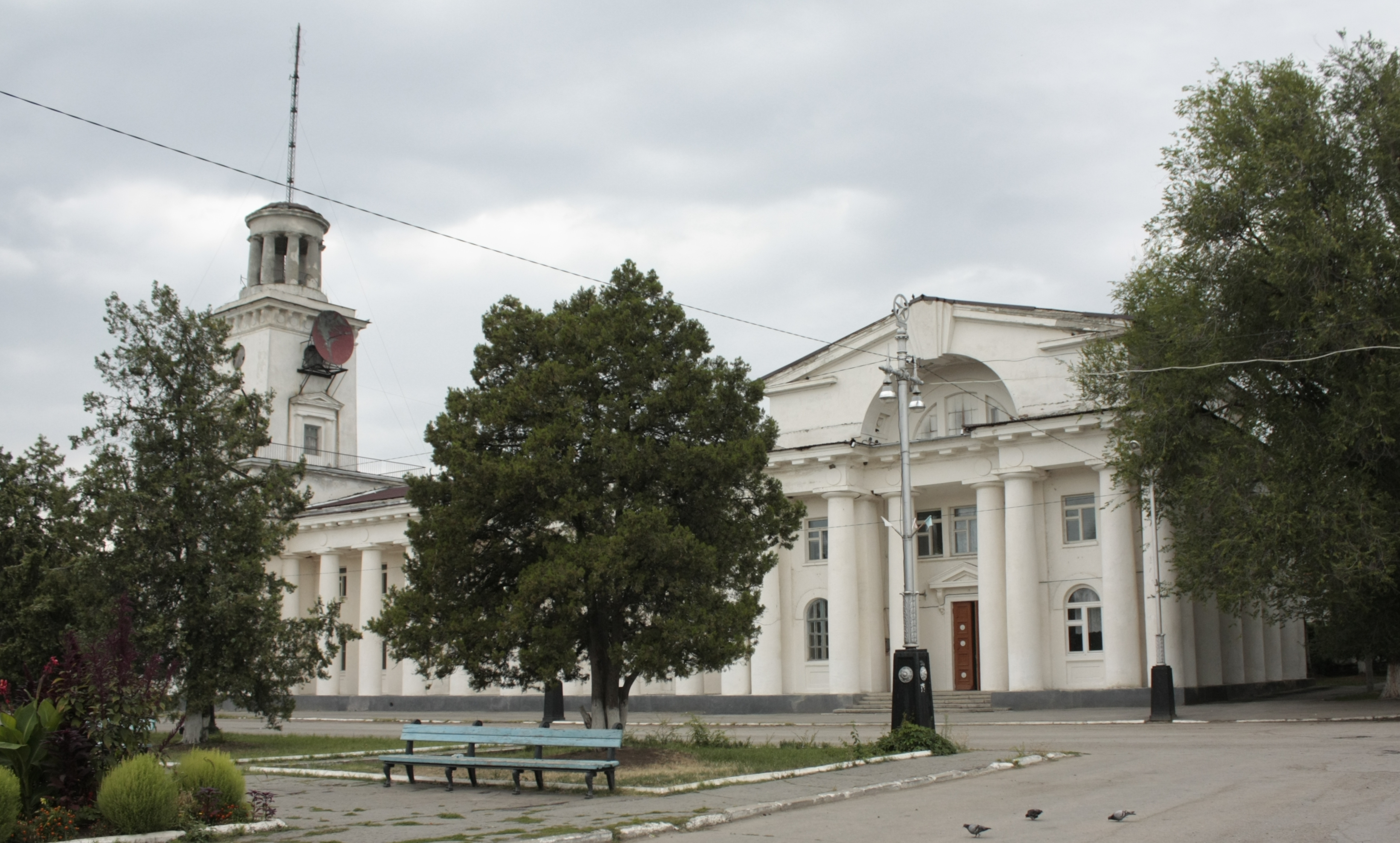
Санаторій